# Phim hài
Phim hài là thể loại phim nhấn mạnh vào tính hài hước, là một trong những dòng phim lâu đời nhất và cũng chính là một trong số những bộ phim câm đầu tiên trên thế giới. Những bộ phim hài thường là những câu chuyện có mục đích để giải trí. Những nhà làm phim sẽ tạo ra những tình huống nhằm chọc cười khán giả Tuy nhiên, cũng có một số phim đề cập hay châm biếm tới những vấn đề chính trị, xã hội.

## Lịch sử

### Phim câm thời đầu
Bộ phim hài đầu tiên là Sgrroseur Arrosé (1895), do Louis Lumière đạo diễn và sản xuất. Các diễn viên hài được chú ý nhất trong thời đại khi đó là Charlie Chaplin, Harold Lloyd và Buster Keaton.

## Những dòng phim hài

### How to 'comedy'
Một bộ phim hài nói về cách châm biếm, cách cư xử và ảnh hưởng của một tầng lớp xã hội, thường được đại diện bởi các nhân vật thuộc nhóm tầng lớp thấp. Ngoài ra, phim hài kịch châm biếm và cốt truyện thường liên quan đến một mối tình bất chính hoặc một số vụ bê bối khác. Tuy nhiên, cốt truyện thường ít quan trọng đối với hiệu ứng hài của nó hơn là lời thoại dí dỏm của nó. Hình thức hài kịch này có tổ tiên lâu đời, có niên đại ít nhất là từ Ados đến Nothing được tạo bởi William Shakespeare.

### Slapstick
Các bộ phim Slapstick liên quan đến hành động cường điệu, sôi nổi để tạo ra những tình huống không thể diễn ra và hài hước. Bởi vì nó chủ yếu dựa vào mô tả trực quan của các sự kiện, nó không yêu cầu âm thanh. Theo đó, thể loại phụ là lý tưởng cho các bộ phim câm và phổ biến trong thời kỳ đó. Những ngôi sao thầm lặng nổi tiếng của thể loại Slapstick bao gồm Buster Keaton, Charlie Chaplin, Roscoe Arbuckle và Harold Lloyd. Một số trong những ngôi sao này, cũng như các tác phẩm như 'Laurel và Hardy' và 'Three Stooges', cũng thành công khi kết hợp hài kịch Slapstick vào phim âm thanh.

### Fish go out water
Trong một bộ phim hài về cá, nhân vật chính tìm thấy chính mình trong một môi trường khác thường, điều này dẫn đến hầu hết sự hài hước. Tình huống có thể nói là hài tội, hài châm biếm & phim hài kể về sự khổ sở của người khác như đôi khi là bộ phim hài giả tưởng mà là đằng sau hoán đổi vai trò giới, như trong Tootsie (1982); một vai trò thay đổi tuổi tác, như trong Big (1988); một cá nhân yêu tự do phù hợp với môi trường có cấu trúc, như trong Học viện Cảnh sát (1984); một người sống ở nông thôn ở thành phố lớn, như ở câu cá sấu, và kể từ đó trở đi. Anh em nhà Coen được biết đến với việc sử dụng kỹ thuật này trong tất cả các bộ phim của họ, mặc dù không phải lúc nào cũng có hiệu ứng truyện tranh. Một số bộ phim bao gồm những người phù hợp với dự luật "cá nước ngoài" bao gồm The Big Lebowski (1998) và A Serious Man (2009).

### Nhại
Một bộ phim nhại hoặc giả mạo châm biếm các thể loại phim hoặc phim kinh điển khác. Những bộ phim như vậy là nhạo báng, sử dụng sự châm biếm, rập khuôn, chế giễu những cảnh trong các bộ phim khác và sự rõ ràng về ý nghĩa trong hành động của một nhân vật. Ví dụ về hình thức này bao gồm Bùn và cát (1922), Blazed Saddles (1974), Airplane! (1980), Young Frankenstein (1974) và Phim đáng sợ (2000).

### Chaos Comedy
Bộ phim hài vô chính phủ, như tên gọi của nó, là một thể loại hài hước ngẫu nhiên hoặc dòng ý thức thường chiếu vào một hình thức của chính quyền. Thể loại bắt nguồn từ thời kỳ im lặng, và những ví dụ nổi tiếng nhất của thể loại phim này sẽ là do Monty Python sản xuất. Những người khác bao gồm Duck Soup (1933) và National Animaloon (1978).

### Black Comedy (Phim hài đen)
Bộ phim hài đen đề cập đến những chủ đề cấm kị thông thường, bao gồm tử vong, giết người, tội ác, tự tử và chiến tranh, theo cách châm biếm. Ví dụ như: Asen và Old ren (1944), Monsieur Verdoux (1947), Kind Hearts và Coronets (1949), The Ladykillers (1955), Tiến sĩ Strangelove or: Làm thế nào tôi học kinh nghiệm để ngừng lo lắng và tình yêu Bomb (1964), Các Loved One (1965), MASH (1970), The King of Comedy (1983), Ý nghĩa cuộc sống của Monty Python (1983), Brazil (1985), After Hour (1985), Cuộc chiến hoa hồng (1989), Heathers (1989), Bạn bè & Hàng xóm của bạn (1998), Keeping Mum (2005), Burn After Reading (2008), The Wolf of Wall Street (2013), Three Billboards Inside Ebbing Missouri (2017) và Chuyện xưa ở Hollywood (2019).

### Gross Out
Phim Gross out là một sự phát triển tương đối gần đây và phụ thuộc nhiều vào sự hài hước thô tục, tình dục hoặc "nhà vệ sinh". Ví dụ như Porky (1982), Dumb and Dumber (1994), Có điều gì đó về Mary (1998) và American Pie (1999).

### Baseball comedy
Nó không phải là hiếm khi bộ phim hài lãng mạn đầu tiên cũng là một bộ phim hài bóng chày. Thể loại này đặc biệt phổ biến trong những năm 1930 và 1940. Không có định nghĩa đồng thuận về phong cách phim này, và nó thường được áp dụng một cách lỏng lẻo cho các bộ phim hài hay lãng mạn. Thông thường, nó có thể bao gồm một yếu tố lãng mạn, sự giao thoa giữa những người thuộc các tầng lớp kinh tế khác nhau, người phản ứng nhanh và dí dỏm, một số hình thức đảo ngược vai trò và kết thúc có hậu. Một số ví dụ về bộ phim hài bóng chày là: Chuyện xảy ra trong một đêm (1934), Đưa em bé (1938), Câu chuyện Philadelphia (1940), Thứ sáu cô gái của anh ấy (1940), và gần đây hơn nữa đó là What Up Up, Doc? (1972).

## Biến thể

### Phim hài hành động
Các bộ phim trong thể loại phụ này pha trộn những trò hề hài hước và hành động trong đó các ngôi sao kết hợp một lớp lót với cốt truyện ly kỳ và những pha nguy hiểm táo bạo. Thể loại này đã trở thành một sức hút cụ thể ở Bắc Mỹ vào những năm tám mươi khi những diễn viên hài như Eddie Murphy bắt đầu đảm nhận nhiều vai trò định hướng hành động hơn như trong 48 giờ. và Coply Hills Cop. Những loại phim này thường là những bộ phim bạn thân, với các đối tác không phù hợp như trong Midnight Run, Rush Hour, 21 Jump Street, Bad Boys, Starsky và Hutch, và Hot Fuzz. Phim võ thuật Slapstick trở thành chủ đạo của điện ảnh hành động Hồng Kông thông qua tác phẩm của Thành Long trong số những người khác. Nó cũng có thể tập trung vào các siêu anh hùng như The Incredibles, Hancock, Kick-Ass và Mystery Men. Nó có thể tập trung vào kung fu như Kung Fu Panda.

### Hài phiêu lưu
Các bộ phim trong tiểu thể loại này pha trộn giữa hành động, hồi hộp, kỳ lạ và hành trình anh hùng của thể loại phiêu lưu với các yếu tố hài nhẹ nhàng.

### Hài kịch kinh dị
Hài kịch kinh dị là thể loại phim trong đó các chủ đề đen tối thường thấy và "chiến thuật sợ hãi" được gán cho phim kinh dị được xử lý theo cách tiếp cận hài hước. Những bộ phim này sử dụng những câu nói kinh dị ngớ ngẩn, như trong Scream, Young Frankenstein, Little Shop of Horrors, Haunted Mansion, và Scary Movie, nơi các phong cách cắm trại được ưa chuộng. Một số tinh tế hơn nhiều và không nhại kinh dị, như Người sói Mỹ ở London (An American Werewolf in London). Một phong cách kinh dị hài khác cũng có thể dựa vào bạo lực và truyền thuyết đỉnh cao như trong The Evil Dead (1981), Re-Animator (1985), Braindead (1992) và Club Dread (2004) - những bộ phim như vậy đôi khi được gọi là Splatstick, một danh từ gộp của các từ splatter và slapstick. Sẽ là hợp lý khi đưa Ghostbuster vào danh mục này.

### Phim hài kinh dị
Phim kinh dị hài là thể loại kết hợp giữa yếu tố hài và phim kinh dị, sự kết hợp hài hước và hồi hộp. Những bộ phim như Silver Streak, Charade, Kiss Kiss Bang Bang, In Bruges, Ông bà Smith, Grosse Point Blank, The Thin Man, The Big Fix, và The Lady Vanishes.

### Hài giả tưởng (Magic comedy)
Những bộ phim hài giả tưởng sử dụng các nhân vật ma thuật, siêu nhiên hoặc thần thoại cho mục đích truyện tranh. Hầu hết các phim hài giả tưởng bao gồm yếu tố nhại lại, hoặc châm biếm, biến những quy ước giả tưởng trên đầu họ, chẳng hạn như anh hùng trở thành một kẻ ngốc hèn nhát hoặc công chúa là một klutz. Ví dụ về những bộ phim này bao gồm The Chipmunk Adventure, Big, Being John Malkovich, Ernest Saving Christmas, Ernest Scared St, Night at the Museum, Groundoose Day, Click, và Shrek.

### Phim hài khoa học viễn tưởng (Sci-ficomedy)
Phim khoa học viễn tưởng, giống như hầu hết các thể loại hài kịch lai tạp, phóng đại các yếu tố của phim khoa học viễn tưởng truyền thống sang hiệu ứng truyện tranh. Ví dụ bao gồm Back to the Future, Spaceballs, Ghostbuster, Evolution, Innerspace, Galaxy Quest, Mars Attacks!, Đàn ông mặc đồ đen và Thế giới kết thúc (Man wear a black and the ending world).

### Hài quân sự (Military comedy)
Phim hài quân đội liên quan đến các tình huống truyện tranh trong một khung cảnh quân đội. Khi một bộ phim chủ yếu nói về trải nghiệm của thường dân được đưa vào nghĩa vụ quân sự và cảm thấy lạc lõng, nó trùng lặp với tiểu thể cá ngoài mặt nước. Các ví dụ bao gồm Chào buổi sáng, Việt Nam, M * A * S * H, sê-ri trò chuyện của Francis the Mule và những người khác.

### Hài lãng mạn (Love comedy)
Ví dụ về tiểu thể loại hài lãng mạn bao gồm It (1927), City Light (1931), It Happened One Night (1934), My Favourite (1940), some Like It Hot (1959), Charade (1963), Annie Hall (1977), Khi Harry Gặp Sally... (1989), Người phụ nữ xinh đẹp (1990), Bốn đám cưới và một đám tang (1994), và Có điều gì đó về Mary (1998).